# Carl Olsén
Carl Uno Olsén, född 28 februari 1894 i Tåsjö församling, Jämtlands län, död där 23 januari 1972, var en svensk hemmansägare och socialdemokratisk politiker.
Olsén var ledamot av Sveriges riksdags första kammare från 1952 i valkretsen Västernorrlands och Jämtlands län.